# Dendrocitta frontalis
Dendrocitta frontalis е вид птица от семейство Вранови (Corvidae).

## Разпространение
Видът е разпространен в Бангладеш, Бутан, Виетнам, Индия, Китай и Мианмар.